# Pro Rally 2002
Pro Rally 2002 est un jeu vidéo de course et de simulation sorti en 2002 sur PlayStation 2 et GameCube. Le jeu a été édité par Ubisoft et développé par Disney Interactive Studios.

## Accueil
- Gamekult : 4/10[1]
- Jeuxvideo.com : 9/20[2]